# جون كلارك (ناشط)
جون كلارك هو ناشط كندي، ولد في 16 مايو 1954.